# Česká lékařská společnost Jana Evangelisty Purkyně
Česká lékařská společnost Jana Evangelisty Purkyně (zkratka: ČLS JEP; oficiální název: Česká lékařská společnost J. E. Purkyně) představuje spolek fyzických osob, jmenovitě lékařů, farmaceutů a dalších zaměstnanců pracujících ve zdravotnictví a přidružených odvětvích na základě dobrovolnosti a nezávislosti. Jedná se o právnickou osobu registrovanou při ministerstvu vnitra, vykonávající svou činnost v České republice se sídlem v Praze. V roce 2015 byl spolek zapsán u Městského soudu v Praze.
K červnu 2020 společnost čítala 37 396 členů, měla 121 odborných společností a 36 spolků lékařů. Název přijala po fyziologovi Janu Evangelistovi Purkyně, zakladateli prvního fyziologického ústavu na světě (1839).

## Historie
Společnost navazuje na odborné lékařské spolky z období Rakouského císařství a Rakouska-Uherska. Jan Evangelista Purkyně se s kolegy zasadil o vznik Spolku českých lékařů se sídlem v Praze, jenž byl ustaven 26. června 1862 za souhlasu císaře Františka Josefa. Již od ledna téhož roku existovalo periodikum Časopis lékařů českých. V poslední dekádě 19. století pak došlo k emancipaci českých vědeckých spolků a zakládání odborných sdružení – Spolku lázeňských lékařů, Spolku zubních lékařů či Společnosti pro veřejné zdravotnictví. Další vlna přišla se zrodem Československa od roku 1918, kdy byly založeny Purkyňova společnost pro výzkum duše a nervstva, Československá společnost chirurgicko-gynekologická a jiné.
Na konci června 1949 vznikla Československá lékařská společnost J. E. Purkyně, na zakládajícím sjezdu v pražském Lékařském domě, když sloučila existující lékařské spolky. Prvním předsedou se stal anatom profesor Ladislav Borovanský a místopředsedu byl zvolen internista Josef Pelnář. K založení České lékařské společnosti došlo několik měsíců po federalizaci Československa 23. května 1969.

## Charakteristika
Spolek přijal vlastní stanovy v roce 1992, následně došlo k jejich modifikaci v letech 1994, 1996 a 2003. V rámci řešitelského týmu se organizace podílela na přijímání doporučených postupů v diagnostické a léčebné péči tak, aby odpovídaly standardům „lege artis“, zvyšuje povědomost veřejnosti ve využívání moderních vědeckých přístupů a klade důraz na preventivní medicínu.
Spolek vyrůstá ze základů autonomních odborných společností (s minimálním počtem padesáti členů; působí ve sto třech mezinárodních společnostech) konstituovaných podle profesního zaměření (odborností) a spolků lékařů vznikajících na základě územní lokalizace. K základnímu nemovitému majetku patří Lékařský dům.
ČLS JEP je řádným členem několika mezinárodních společností, a to Světové zdravotnické organizace (World Medical Association), Rady pro mezinárodní organizace lékařské vědy při SZO (Council for International Organizations of Medical Sciences při WHO), Evropského fóra lékařských sdružení při SZO (European Forum of Medical Associations při WHO) a Union Européenne des Médecins Spécialistes.

## Předsednictvo
Řídícím orgánem je patnáctičlenné předsednictvo. Předsedou je od roku 2015 emeritní děkan 1. lékařské fakulty Univerzity Karlovy v Praze profesor Štěpán Svačina. Členové předsednictva byli zvoleni na Sjezdu delegátů 19. ledna 2023.
- prof. MUDr. Štěpán Svačina, DrSc., MBA – předseda
  - prof. MUDr. Jan Škrha, DrSc. – 1. místopředseda:
  - prof. MUDr. Vladimír Palička, CSc., dr. h. c. – 2. místopředseda:
    - prof. MUDr. Tomáš Zima, DrSc., MBA – vědecký sekretář
    - prof. MUDr. Antonín Pařízek, CSc. – pokladník
    - doc. MUDr. Martin Anders, CSc.
    - prof. MUDr. RNDr. Jiří Beneš, CSc.
    - prof. MUDr. Vladimír Černý, Ph.D.
    - MUDr. Otto Herber
    - prof. MUDr. Zdeněk Krška, DrSc.
    - prof. MUDr. Jan Lebl, CSc.
    - MUDr. Alena Šebková
    - prof. MUDr. Karel Šonka, DrSc.
    - MUDr. Alena Šteflová, Ph.D., MPH
    - MUDr. David Zogala, Ph.D.

### Seznam předsedů
- 1949–1953: prof. MUDr. RNDr. Ladislav Borovanský – anatom
- 1953–1955: prof. MUDr. Josef Lukáš, DrSc. – gynekolog a porodník
- 1955–1961: prof. MUDr. Miloš Netoušek – internista, hematolog
- 1961–1969: prof. MUDr. Jan Vanýsek – oftalmolog
- 1969–1973: prof. MUDr. Jan Hořejší, DrSc. – internista, biochemik
- 1973–1987: prof. MUDr. Bohumil Špaček, DrSc. – chirurg
- 1987–1990: prof. MUDr. Alois Sehr, DrSc. – radiolog
- 1990–2015: prof. MUDr. Jaroslav Blahoš, DrSc. – endokrinolog a osteolog
- 2015–úřadující: prof. MUDr. Štěpán Svačina, DrSc., MBA – internista, obezitolog a informatik

## Ocenění
Organizace uděluje svým členům ocenění:
- Čestná medaile ČLS JEP
- Čestné členství ČLS JEP
- Cena J. E. Purkyně (Purkyňova cena) – nejvyšší uznání za mimořádné zásluhy o rozvoj oboru a za celoživotní vědeckou tvorbu.

## Odborná periodika
Od poloviny roku 1991 funguje Nakladatelské a tiskové oddělení společnosti, které se podílí na vydavatelské a distribuční činnosti.

### Seznam periodik
Tato periodika jsou vydávána ČLS JEP, existují další editovaná externě.
- Acta chirurgiae plasticae
- Anesteziologie a intenzivní medicína
- Časopis lékařů českých
- Česká gynekologie
- Česká a slovenská farmacie
- Česká a slovenská oftalmologie
- Česká revmatologie
- Česká stomatologie a Praktické zubní lékařství
- Česko-slovenská dermatologie
- Česko-slovenská patologie a Soudní lékařství
- Česko-slovenská pediatrie
- Epidemiologie, mikrobiologie, imunologie
- Otorinolaryngologie a foniatrie
- Pracovní lékařství
- Praktický lékař
- Rehabilitace a fyzikální lékařství
- Revizní a posudkové lékařství
- Rozhledy v chirurgii
- Transfuze a hematologie dnes

## Sídlo
Česká lékařská společnost J. E. Purkyně, z.s.

Sokolská 31

120 26 Praha 2